# Pardosa nojimai
Pardosa nojimai là một loài nhện trong họ Lycosidae.
Loài này thuộc chi Pardosa. Pardosa nojimai được Hozumi Tanaka miêu tả năm 1998.